# 自由和重建
自由和重建（西班牙語：Libertad y Refundación，缩写为Libre）是洪都拉斯的一个左翼政党。该党成立于2011年3月15日，由反对2009年洪都拉斯军事政变的全國人民抵抗陣線（成员主要来自于洪都拉斯自由党左翼）创建。该党的意识形态是21世纪社会主义、中美洲主义、进步主义。该党的主席是曼努埃尔·塞拉亚。该党的总部位于特古西加尔巴。该党是圣保罗论坛的成员。